# Amata berinda
Amata berinda är en fjärilsart som beskrevs av Moore 1878. Amata berinda ingår i släktet Amata och familjen björnspinnare. Inga underarter finns listade i Catalogue of Life.